# Роналдао
Роналдао (19. јун 1965) бивши је бразилски фудбалер.

## Каријера
Током каријере играо је за Сао Пауло, Фламенго, Сантос и многе друге клубове.

## Репрезентација
За репрезентацију Бразила дебитовао је 1991. године. Са репрезентацијом Бразила наступао је на Светском првенству 1994. године. За национални тим одиграо је 14 утакмица и постигао 2 гола.

## Статистика
| Бразил | Бразил | Бразил |
| Год.   | Ута.   | Гол.   |
| ------ | ------ | ------ |
| 1991   | 1      | 0      |
| 1992   | 5      | 0      |
| 1993   | 1      | 0      |
| 1994   | 0      | 0      |
| 1995   | 7      | 1      |
| Укупно | 14     | 1      |